# Arco Norte

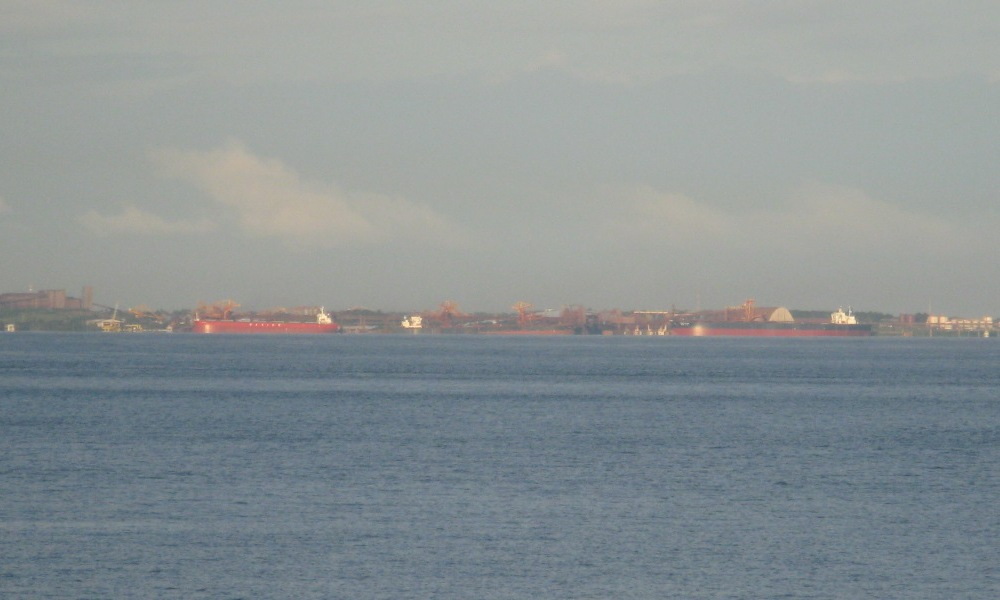
Ponta da Madeira. O maior porto exportador do Brasil.

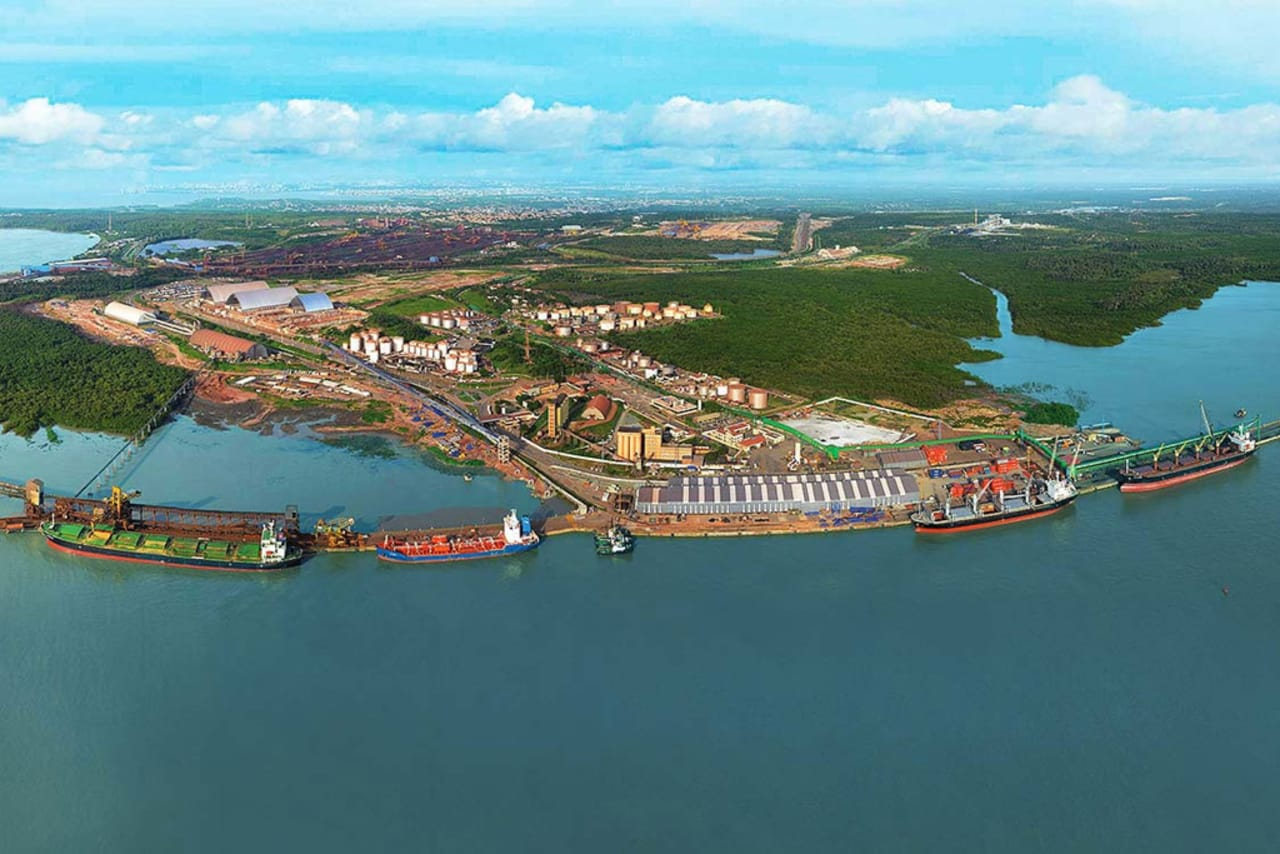
Porto do Itaqui, no Maranhão.

Terminal da Ferrovia Norte-Sul em São Simão-GO. A logística do Arco Norte integra rodovias, ferrovias e hidrovias.

O Arco Norte é um plano estratégico que abrange portos ou estações de transbordos dos estados de Amapá, Amazonas, Pará, Rondônia e Maranhão. A região é de fundamental importância para escoamento dos grãos de Mato Grosso. O objetivo do plano é integrar os portos e as estações de transbordo destes estados, e desta forma aumentar a exportação pelo Arco Norte, partindo dos portos da Região Norte, ficando mais perto da Europa, do Leste dos Estados Unidos e do Canal do Panamá, que foi duplicado, chegando na China com um custo menor.
Os portos situados acima do Paralelo 16° S compõem o chamado Arco Norte, abrangendo os terminais das regiões Norte e Nordeste. Desde 2015, os portos do Arco Norte já figuram como o segundo maior ponto de saída de grãos de soja e milho do Brasil para o exterior.
Das mais de 9 milhões de toneladas de milho vendidas ao mercado externo em 2023, cerca de 3,56 milhões foram escoadas pelos portos do Arco Norte. O volume embarcado nos estados do Pará, Maranhão e Amazonas representa 36,4% da movimentação nacional, ultrapassando, pela primeira vez, a participação de Santos na saída do cereal ao mercado internacional, que foi responsável por 24,9% da movimentação total registrada nos meses de janeiro a março desse ano.
O desenvolvimento da cadeia logística abrange ainda outros modais de transporte, como a BR-364, a BR-163, a BR-155 e a BR-158. No modal hidroviário destacam-se a Hidrovia do Madeira, a Hidrovia Tocantins-Araguaia e a Hidrovia do Solimões-Amazonas. No modal ferroviário, a Ferrovia Norte-Sul e a Ferrovia Carajás, são completados com a adição da Ferronorte e da Ferrovia de Integração do Centro-Oeste, em execução.

## Estudos
O Centro de Estudos e Debates Estratégicos lançou em 2016 um livro chamado "Arco Norte - Um Desafio Logístico", que pode ser lido no site da Câmara dos Deputados:
- https://www2.camara.leg.br/a-camara/estruturaadm/altosestudos/pdf/arco_norte.pdf

## Portos
Alguns dos portos que compõem o Arco Norte são: 
- Porto de Porto Velho - RO;
- Porto de Manaus - AM
- Porto de Itacoatiara - AM
- Porto de Santana - AP
- Porto de Miritituba - PA
- Porto de Santarém - PA
- Porto de Vila do Conde - PA
- Porto Trombetas - PA
- Porto do Itaqui - MA
- Ponta da Madeira - MA
- Porto da Alumar - MA
- Porto do Pecém - CE

## Movimentação
A movimentação de cargas nos portos do Arco Norte é significativa para a cadeia logística brasileira, envolvendo tanto portos organizados como terminais de uso privado. Alguns dos maiores portos do Arco Norte e suas movimentações em anos recentes são:
|      | Porto Trombetas | Porto de Santarém | Porto de Vila do Conde | TUP Vila do Conde | Ponta da Madeira | Porto do Itaqui | Porto da Alumar | Porto do Pecém |
| 2019 | 12,2            | 12,6              | 13,8                   | 8,1               | 190,1            | 25,2            | 14,3            | 18,1           |
| 2020 | 12,4            | 14,4              | 15,3                   | 10,8              | 191,3            | 25,3            | 15,3            | 15,9           |
| 2021 | 12,3            | 10,5              | 16,4                   | 9,1               | 182,4            | 31,1            | 14,6            | 22,4           |
| 2022 | 13,0            | 13,2              | 17,9                   | 13,2              | 168,1            | 33,6            | 15,1            | 17,1           |
| 2023 | 12,6            | 15,9              | 16,8                   | 12,5              | 166,3            | 36,3            | 13,4            | 17,3           |
| 2024 | 13,1            | 16,4              | 19,1                   | 11,5              | 175,8            | 33,9            | 14,3            | 19,6           |